# 트리추족

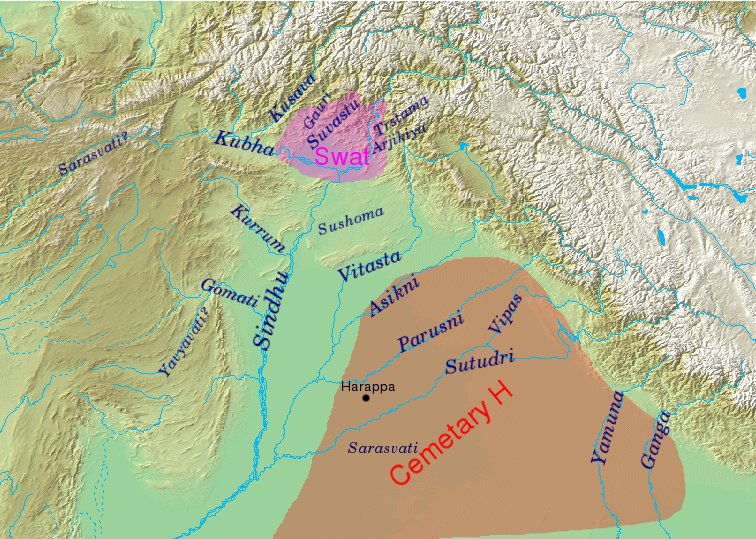
트리추족이 활동한 고가 지방(펀자브)

트리추족(산스크리트어: तृत्सु)은 고대 인도 종교 문헌 리그베다에 나타나는 인도아리아인 부족의 명칭이다.
리그베다에 따르면 인도아리아인은 현재 아프가니스탄 동부에서 인도 펀자브와 우타르프라데시에 해당하는 것으로 추측되는 '7개의 강 땅'으로 불리는 지역으로 이주해 왔다. 당시 인도아리아인들은 판차자나라고 불리는 5개의 부족으로 나뉘어져 있었다고 생각되며, 트리추족은 그 중 하나이다.

## 십왕전쟁
판차자나 가운데, 특히 바라타족과 트리추족이 유력 부족으로서 세력을 늘렸고, 점차 푸루족 등 다른 부족들과의 갈등이 생겼다. 마침내 푸루족을 포함한 5개의 아리아계 부족과 5개의 비아리아계 부족이 연합하여 트리추족 및 바라타족과 전투를 벌였다. 수다스왕이 이끄는 트리추-바라타 연합군은 이들을 격파해 전쟁에서 승리했다. 트리추족과 바라타족은 이를 통해 펀자브 지방의 여러 부족 중에서 지배권을 확립했다.
그러나, 십왕전쟁 이후의 트리추족에 대해서는, 역사를 전하는 사료가 존재하지 않는다.